# Guðmundur Arason

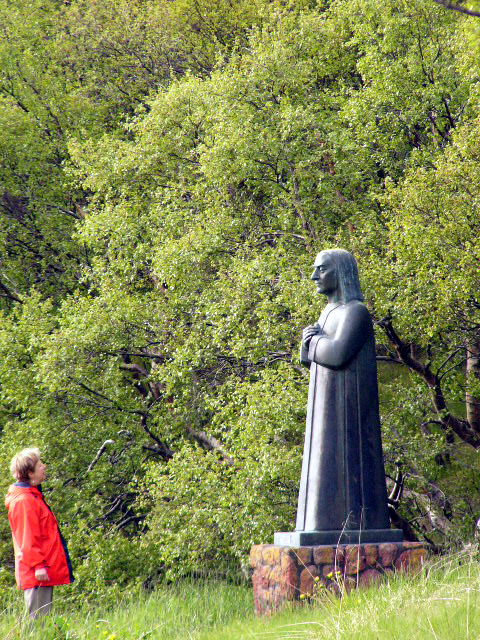
Estatua de Guðmundur Arason en Hólar.

Guðmundur Arason el Bueno (Guðmundur góði Arason) fue un influyente obispo islandés que tomó parte en el incremento de poder de la Iglesia católica en la Islandia medieval, enfrentándose a los jefes de los clanes locales. Por sus actos de caridad frecuentemente es referido como Guðmundur el bueno.
Después de su muerte fue venerado popularmente como santo, pero la Santa Sede nunca ha reconocido oficialmente su santidad.

## Biografía
Guðmundur nació como un hijo fuera del matrimonio en el año de 1161. Fue ordenado como sacerdote en 1185 a la edad de 24 años. Una década más tarde se convirtió en uno de los más influyentes sacerdotes de la Mancomunidad Islandesa, culminando con su elección como obispo de Hólar, la diócesis septentrional de las dos que existían en Islandia. Por su condición de hijo ilegítimo, tuvo que contar con una dispensa papal antes de ser ordenado sacerdote.
Durante algún tiempo sirvió como sacerdote doméstico de Kolbeinn Tumason, un caudillo local islandés. En estos años, Guðmundur no mostró interés en fortalecer a la Iglesia como institución y no buscó riqueza ni otros bienes materiales. Sin embargo, adquirió reputación como un hombre piadoso y devoto.
Con su nombramiento como obispo, recibió la misión de continuar la obra de sus predecesores: la preservación del poder de la Iglesia. Sin embargo, Guðmundur se convirtió en un visionario que elogiaba la virtud de la pobreza y aseguraba que la Iglesia se había desviado con la adquisición de riquezas. Tanto sus contemporáneos como las generaciones posteriores lo compararon con Tomás Becket. Guðmundur fue generoso con los fondos de la Iglesia y pronto un gran número de pobres se establecieron en las inmediaciones de Hólar para vivir de la caridad. Su generosidad ocasionó la ira de los jefes locales y las tensiones comenzaron a escalar, ocasionando disputas con respecto a los poderes judiciales de la diócesis. Guðmundur pretendía que la diócesis fuera independiente de los jefes que los habían elegido, y su actuar constituye el primer intento documentado en Islandia de mantener el poder judicial de la Iglesia por encima de sus propios miembros.
Kolbeinn Tumason, caudillo y goði de los Ásbirningar, había tenido un papel importante en la elección de Guðmundur, pero en 1205 surgió una disputa entre ambos. La causa de la disputa fue un cobro hecho por Kolbeinn a un sacerdote que le debía dinero. Debido a la política eclesiástica, la Iglesia tenía poderes judiciales exclusivos en tales aspectos. En el otoño de 1208, Kolbeinn viajó a Hólar con un grupo de hombres para ejecutar una sentencia en contra de un sacerdote que había embarazado a una mujer. Los hombres de Kolbeinn chocaron con los seguidores del obispo en lo que se conoce como la batalla de Víðines. Kolbeinn y varios de sus hombres murieron en la batalla, en la que salió victorioso el obispo. En 1209, la posición de Guðmundur era insostenible y se vio obligado a huir de Hólar.
Guðmundur vivió entre 1214 y 1218 en Noruega, por orden del arzobispo de Nidaros. Cuando regresó a Islandia, se comportó de manera más prudente. Sin embargo, pronto un gran número de pobres vivían de nuevo de la caridad de la Iglesia. Arnór Tumason, el nuevo líder de los Ásbirningar, viajó a Hólar y dispersó a los seguidores pobres del obispo. Guðmundur permaneció como prisionero de Arnór durante un año. Una vez libre realizó un viaje por Islandia con sus seguidores. A la muerte de Arnór, Tumi Sighvatsson se alzó con el poder en Skagafjörður y reclamó Holár como propia. Los hombres del obispo asesinaron a Tumi en 1222 y Guðmundur huyó a Grímsey, donde fue interceptado y hecho prisionero nuevamente. El arzobispo lo llamó nuevamente a cuentas a Noruega. Regresó a Islandia siendo un anciano, y ya no desempeñaría ningún papel en la política local hasta su muerte en 1237.

## Veneración
La piedad y generosidad de Guðmundur lo convirtieron en un hombre casi legendario. Poco después de su muerte fue considerado un hombre santo y en 1315 sus restos fueron enterrados en una gran ceremonia. Guðmundur fue venerado como una especie de santo nacional, aunque la Santa Sede nunca ha reconocido oficialmente su santidad.
Su historia está registrada en varios manuscritos, más notablemente en la Prestssaga Guðmundar góða (o Prestsaga Guðmundar Arasonar) de la saga Sturlunga.